# John Davis (upptäcktsresande)

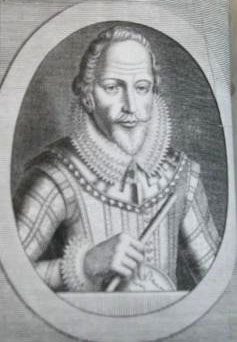
John Davis (upptäcktsresande)

John Davis, född oktober 1550 i Sandridge, Stoke Gabriel, England, död 29 december 1605 nära Sumatra, var en engelsk sjöfarare och upptäcktsresande.

## Biografi
Davis deltog redan som barn i olika båtresor.
1585 var han ledare av en expedition som skulle hitta Nordvästpassagen. Han upptäckte Grönland på nytt som hade glömts bort efter vikingarnas resor och kallade området Land of Desolation. Samma år landsteg han vid nuvarande Nuuk och benämnde Grönland sydligaste spets Kap Farvel.
Han utforskade området som idag heter Davis sund och kustlinjen av Baffinön. På återvägen gick Davis in i Cumberland Sound men seglade inte tillräckligt långt för att avgöra om det var en vik eller ett sund. 1586 begav han sig även på en ny expedition, liksom den förra bekostad av engelska köpmän, främsta målsättningen var nämligen att hitta en ny sjöväg till Kina. Davis hoppades finna sjövägen till Stilla havet vid Cumberland Sound men hindrades av isen att tränga in i den och fick lov att återvända 1586. Vid sin hemkomst förklarade han att man under gynnsamma isförhållanden skulle kunna komma vidare västerut på fyra ställen och att resan kunde ske utan faror och med stor vinst. 1587 fick han till stånd en tredje expedition på jakt efter Nordvästpassagen. Då liksom tidigare följde han Grönlands västra kust, och nådde vid 72° 42' nordlig bredd en udde, av Davis kallad Sandersons hope (Kaersorssuak), strax söder om Upernavik, men tvingades av storm att vända om, och passerade liksom förra gången Frobisher Bay och inloppet till Hudson Bay utan att där försöka finna Nordvästpassagen. Davis upptäcktsfärder avbröts 1588 av kriget mot Spanien.
1588 ska han ha varit kapten åt skeppet Black Dog under striden mot spanska skepp.
1591 deltog Davis i en resa under Thomas Cavendish. Under resan upptäckte Davis 1592 på egen hand Falklandsöarna. På vägen hemåt dog de flesta från båtens manskap och bara 14 av 76 hittade hem.
Mellan 1598 och 1600 deltog Davis i en holländsk resa till Sydostasien.
Under en resa under Sir Edward Michelborne som började 1604 blev Davis mördad av japanska pirater.
Davis utgav även en för sin tid utmärkt navigationshandbok, The seamens secrets (1595), och The worlds hydrographical description (1595). Han uppfann även en av sjöfarare länge använd kvadrant, Davis kvadrant.